# Пушкінська набережна (Таганрог)

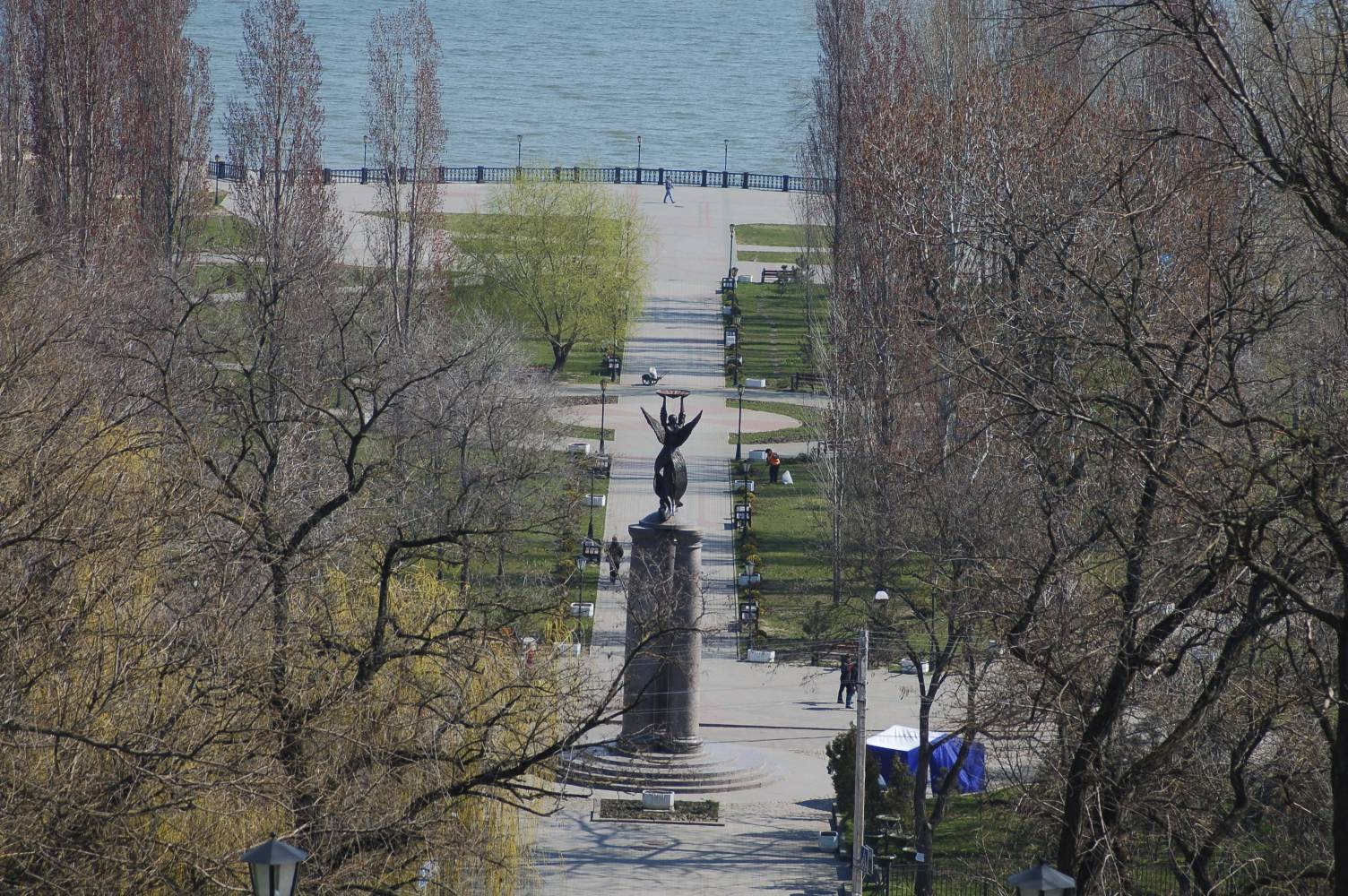

Пушкінська набережна (рос. Пушкинская набережная) — набережна в Таганрозі.

## Географія
Пушкінська набережна влаштована на частині природної берегової смуги, пов'язаною з північно-східної сторони до гавані. Розташована між яхт-клубом і Біржовим спуском. Протяжність сучасної набережної — 1085 метрів.

## Історія
Вже на плані Таганрога 1808 року ця набережна була позначена як «Східна набережна», хоча як такої в сучасному розумінні набережної тоді не існувало. Ця територія здавна використовувалася для транспортування і складування товарів. Після обміління старої Петровської гавані сюди перемістився таганрозький рейд і велися вантажно-розвантажувальні роботи.
Вперше благоустрій території проводився у 1827 році, потім продовжився в 1835 році і тривало з перервами до кінця 1840-х років. В цей час вже велося будівництво цієї набережної довжиною близько 1500 метрів. Вона була влаштована кількома метрами вище рівня моря, побудовані кам'яні укоси навіть при сильних вітрах перешкоджали її заливання.
9 травня (27 квітня за старим стилем) 1849 року відбулися урочистості з нагоди завершення робіт. Незабаром назвали набережну Воронцовською, на честь генерал-губернатора півдня Росії графа М. С. Воронцова. Набережна була пов'язана з містом трьома спусками: Градоначальничеським, Біржовим і Воронцовським (нині Комсомольський), а також Депальдовськими сходами. Для транспортування вантажів вздовж набережної ішла кінна дорога, а з 1873 року ще й залізнична гілка від вокзалу до порту.
Наприкінці 1890-х років дещо знизився обсяг комерційних операцій через торговий порт, і набережна стала все більше перетворюватися в місце відпочинку для жителів Таганрога. Тоді була відремонтована вся надводна частина споруд, забруковані твердим каменем кінна дорога і частина спусків, укріплені відкоси обривів. Уздовж набережної був влаштований бульвар. На початку XX століття з'явилися приватні купальні, відкрився яхт-клуб.
У 1924 році ім'я графа Воронцова зникло з назви набережної, вона стала безіменною. Лише в 1952 році їй присвоєно ім'я «Бульвар імені Пушкіна», яке не прижилося, закріпилася назва «Пушкінська набережна». Капітальне перевлаштування набережної велося з 1949 року. Був заасфальтований тротуар, встановлені фігурні опори для ліхтарів, лави для відпочинку, розбитий заново бульвар. У 1986 році її ще раз упорядкували, прикрасивши пам'ятником О. С. Пушкіну.
Нове життя Пушкінська набережна отримала до 300-річного ювілею Таганрога. У 1998 році проведений величезний обсяг робіт з реконструкції та розширення старої набережної. Проект розроблявся колективом творчої майстерні «Архиград» (керівник С. Рябоштанов). У здійсненні його брали участь багато будівельних і промислових підприємств Таганрога, а також ростовські будівельники і монтажники. Перша черга оновленої Пушкінської набережної відкрита 12 вересня 1998 року, в День міста.
У липні 2013 року, з метою упорядкування робіт з утримання Пушкінської набережній, з усіма елементами благоустрою міська влада передала в оперативне управління МБУ «Примор'я». Щороку навесні усуваються численні дефекти покриття вздовж берегової лінії, що утворюються в осінньо-зимовий період. Найбільш типовими дефектами є провали, які виникають внаслідок деформації ґрунтів під впливом зливових і припливних вод, а також зруйновані вандалами секції литого парапету еспланади.
Під час урагану, що обрушився на Таганрог 24 вересня 2014 року, Пушкінська набережна сильно постраждала. Уздовж литих ґрат огорожі виникли численні провали. На ремонт набережної, за оцінками фахівців, знадобиться близько 5 мільйонів рублів.
Поява провалів вздовж литого парапету набережної стало щорічним явищем, незважаючи на ремонтні роботи, які проводяться щоліта. У 2016 році висловлено думку, що уникнути розмивання основного фундаменту набережній можна тільки шляхом проведення глобальної реконструкції.

## На набережній розташовані
- Монумент на честь 300-річчя Таганрога
- Пам'ятник Олександрові Пушкіну
- Скульптурна композиція «Роман з контрабасом»

## Галерея

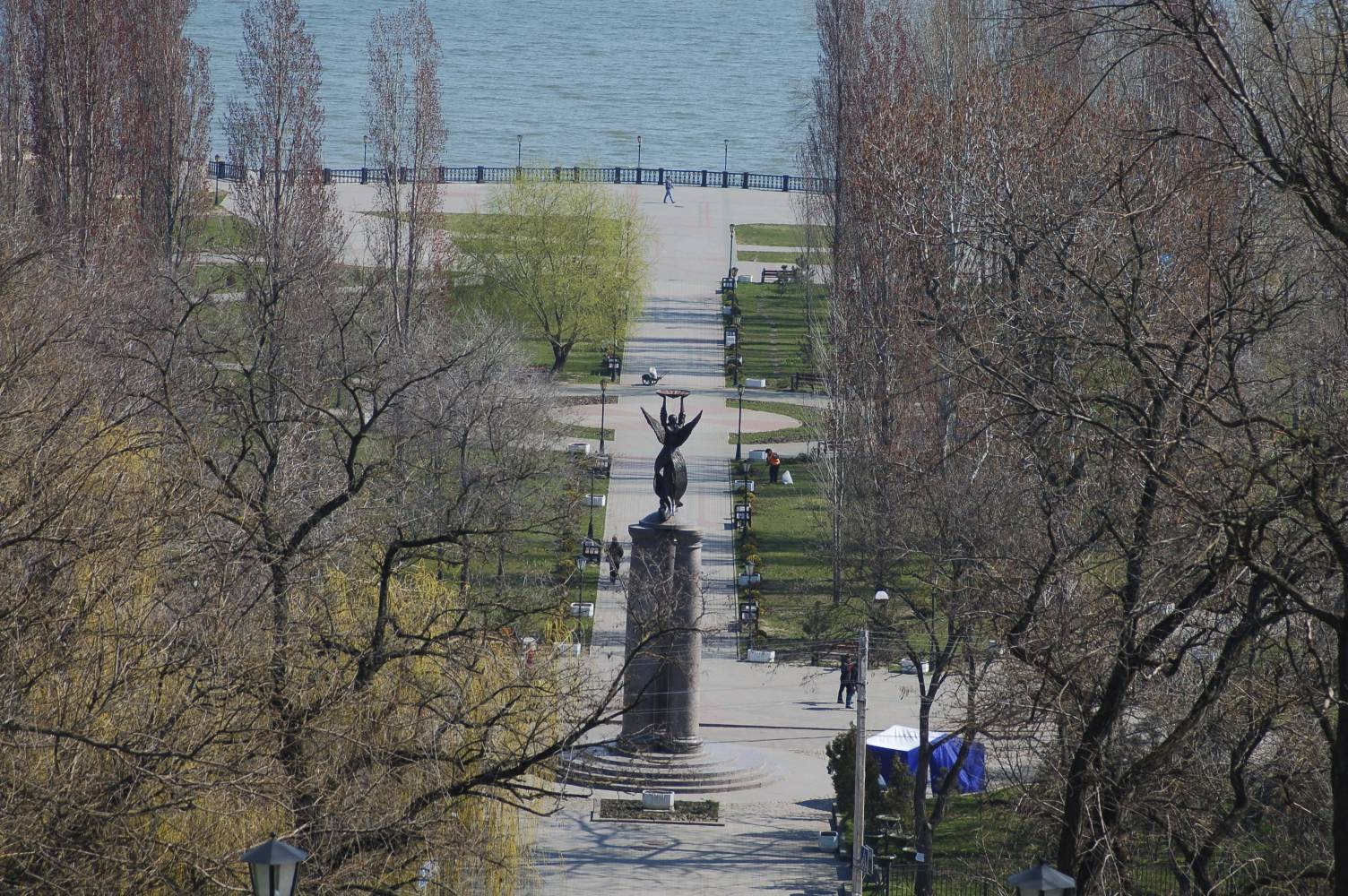
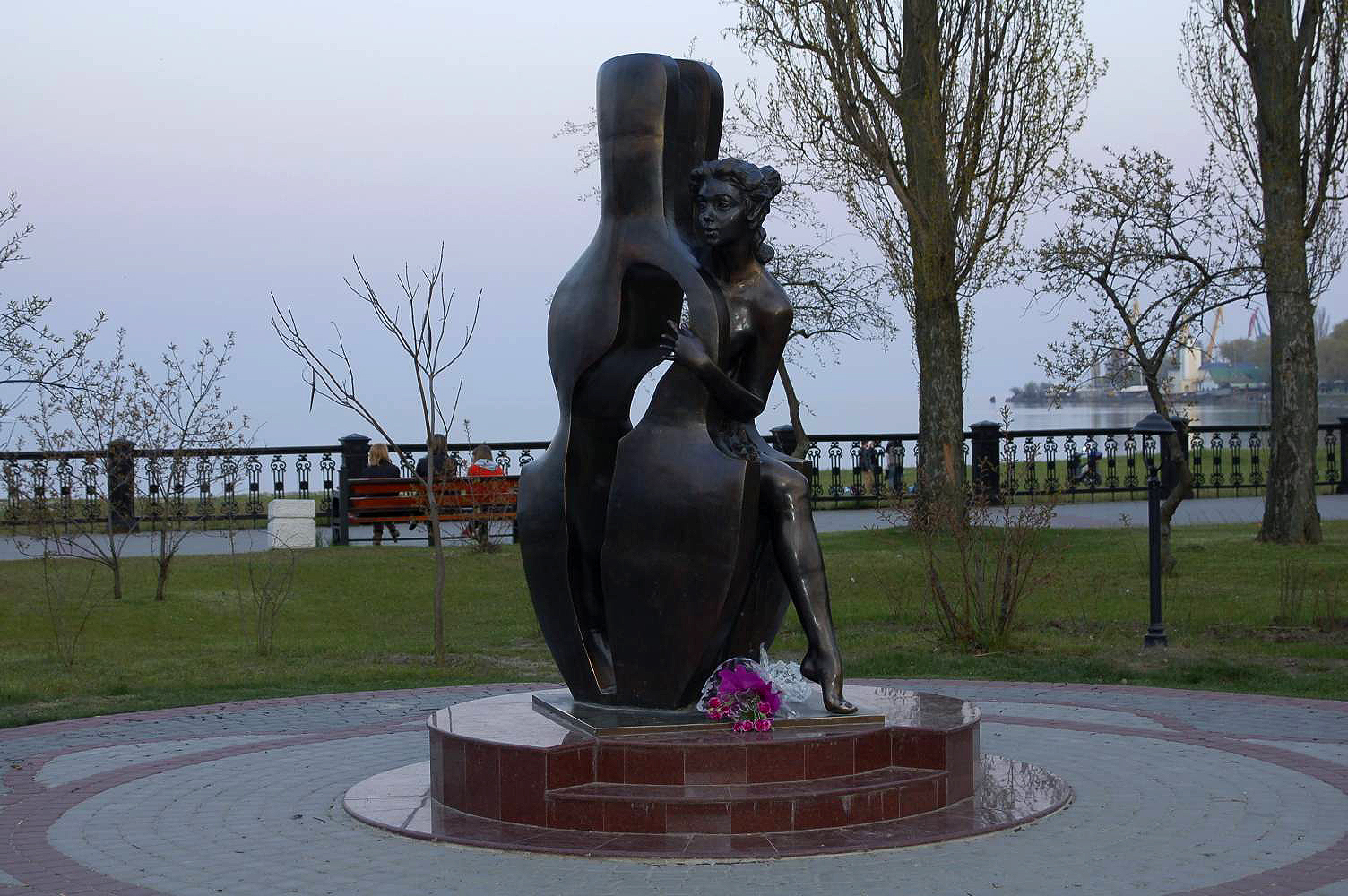
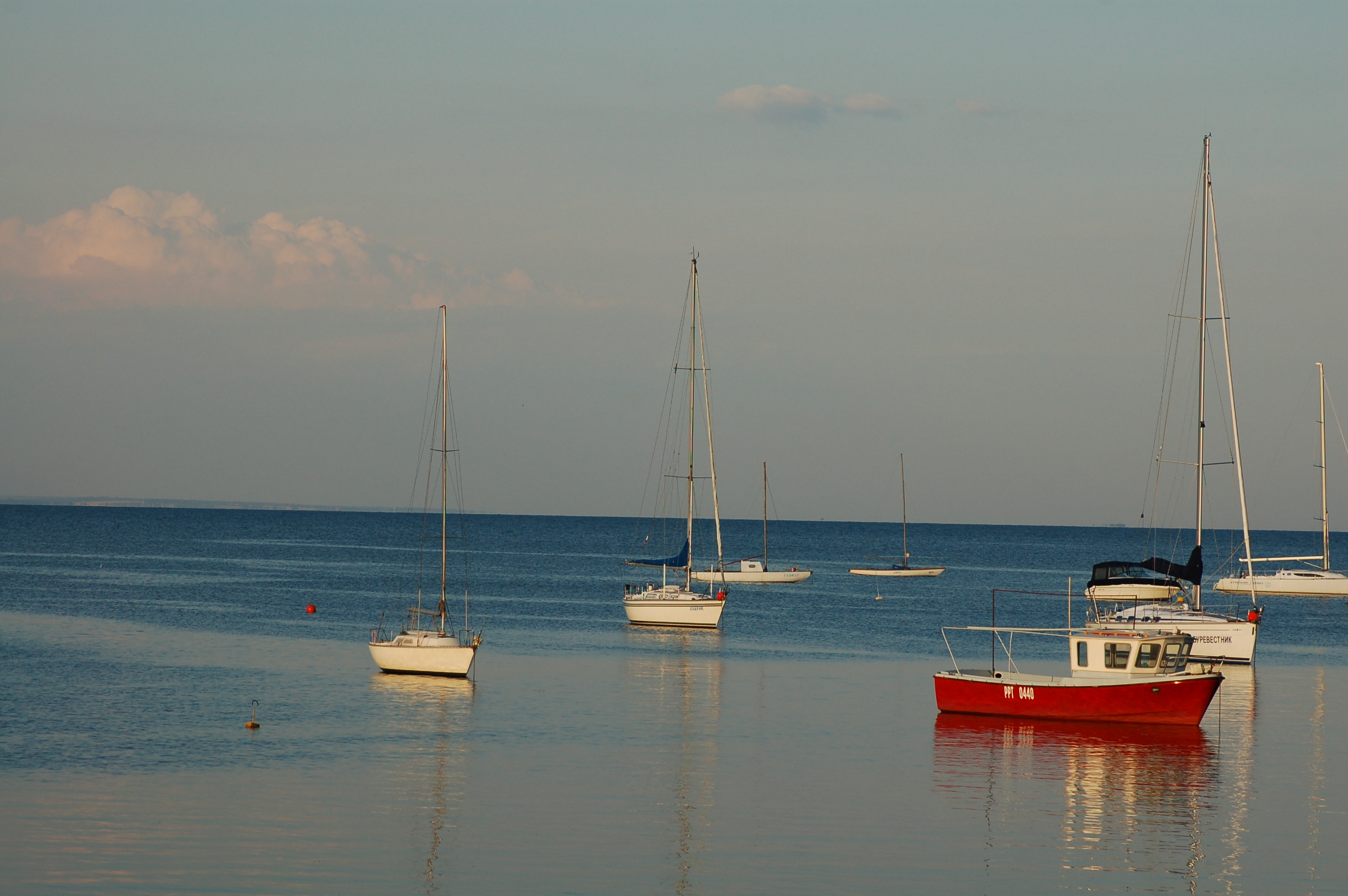
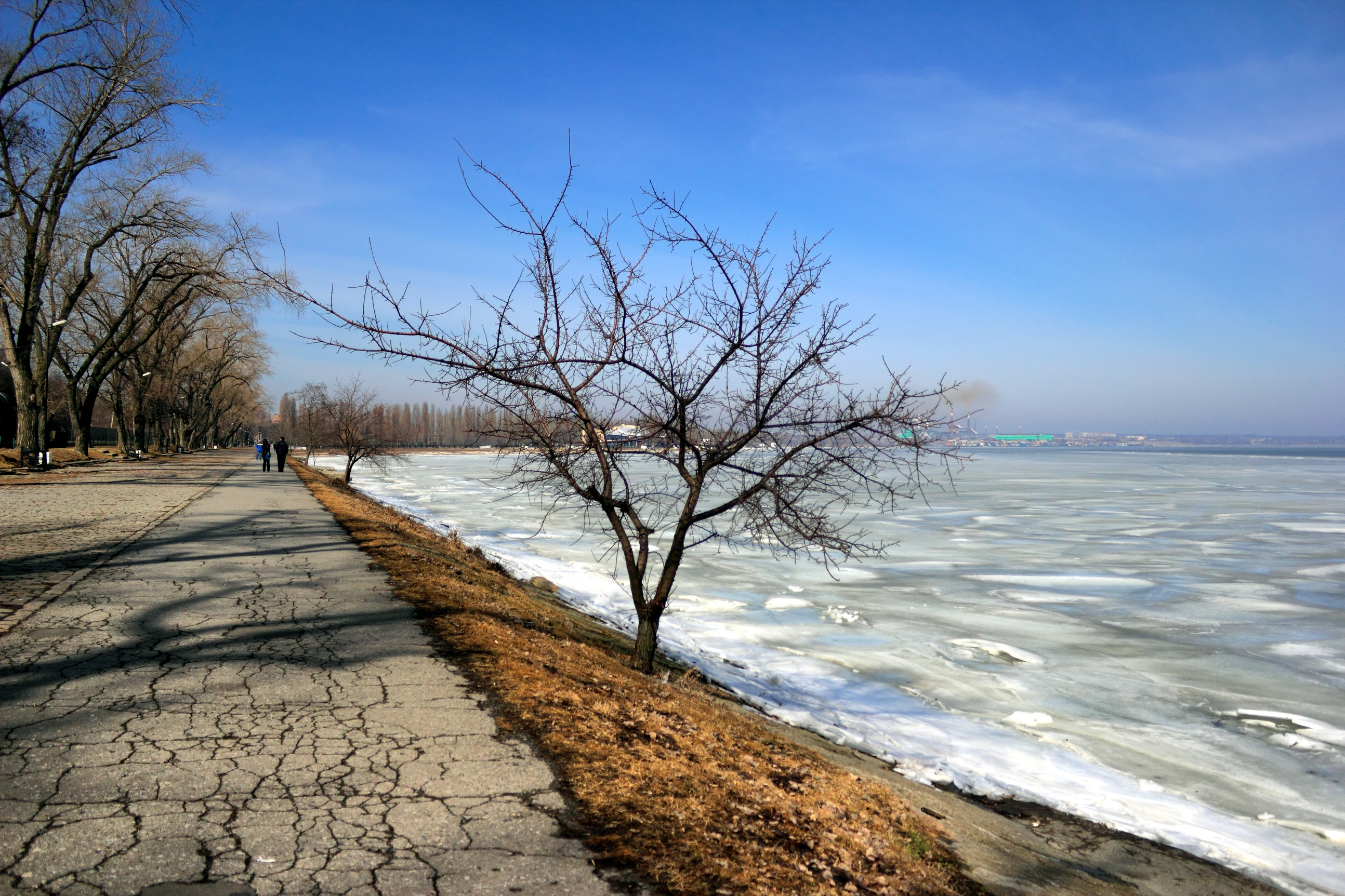